# Obregonia denegrii
Obregonia denegrii oz. denegrova obregonija je vrsta kaktusa, ki raste na pretežno apnenčastih tleh v mehiški zvezni državi Tamaulipas. Je edina vrsta v rodu Obregonia Fric, ki je dobil ime po generalu Álvaru Obregónu, predsedniku Mehike med letoma 1920 in 1924. Vsebuje nekaj halucinogenih alkaloidov in se šteje kot bližnji sorodnik znanega kaktusa peyotl (Lophophora williamsii).
Je počasi rastoč kaktus in se razmnožuje le generativno - s semenom. V kulturi gojiteljem povzroča težave, saj potrebuje zelo malo vode in zelo vroče okolje. Na polnem soncu postane rjav in pogosto odmre, zato ga gojitelji v rastni sezoni zasenčijo. Obregonia denegrii je ogrožena vrsta in je uvrščena na prilogo I seznama CITES.
Poljske številke: REP 385; SB 488